# Sten og menneske
|  | Denne artikel er oprettet af botten PalnaBot ud fra en ekstern database. Den kan derfor have sproglige fejl eller mangler. Denne skabelon kan fjernes efter kontrol af indholdet. |

Sten og menneske er en film instrueret af Henrik Fog-Møller efter manuskript af Henrik Fog-Møller.

## Handling
Malmön er en granit-ø i den svenske skærgård, 150 km. nord for Göteborg, hvor øen så at sige er et eneste stenbrud, og menneskene "er" stenene i stenbruddet.